# Hypsugo pulveratus
Hypsugo pulveratus es una especie de murciélago de la familia Vespertilionidae.

## Distribución geográfica
Se encuentra en China, Laos, Tailandia y Vietnam.